# Гуляево (Вытегорский район)
Гуляево — деревня в Вытегорском районе Вологодской области России. Входит в состав Андомского сельского поселения, с точки зрения административно-территориального деления — в Андомский сельсовет.

## География
Расположена при впадении реки Самина в Андому, на трассе А119. Расстояние по автодороге до районного центра Вытегры — 35,8 км, до центра муниципального образования села Андомский Погост — 3,8 км. Ближайшие населённые пункты — Гонево, Демино, Коровкино, Кюрзино, Ладина, Митрово, Михалево, Опарино, Сорочье Поле.

## История
Входила до упразднения в 1954 года в Низовский сельсовет

## Население
По переписи 2002 года население — 22 человека (9 мужчин, 13 женщин). Всё население — русские.
| 2002 | 2010 |
| ---- | ---- |
| 22   | ↘21  |

## Известные жители
Крестьянин деревни Гуляево Павел Яковлевич Ефремов (1884—после 1946), герой Первой мировой войны, рядовой, Полный кавалер ордена Святого Георгия.